# Bastiaan Carpata
Bastiaan Carpata (? – Willemstad, 3 oktober 1795), ook wel Bazjan Karpata, was een van de leiders van de slavenopstand op Curaçao in 1795. Hij stond samen met Tula, Louis Mercier en Pedro Wacao aan het hoofd van een leger van tweeduizend slaven die van 17 augustus tot 19 september 1795 strijd voerden met de koloniale overheid op Curaçao. Hij werd voor zijn betrokkenheid ter dood veroordeeld en op 3 oktober 1795 in Willemstad geëxecuteerd.

## Biografie
Carpata werd vermoedelijk op Curaçao in slavernij geboren. De term bastiaan werd gebruikt voor zwarte opzichters over plantageslaven.
Hij werkte als slaafgemaakte op de plantage van de Nederlandse marineofficier Albert Kikkert. Deze was in 1787 op Curaçao aangekomen en getrouwd met Anna Maria van Uytrecht. Door zijn huwelijk was hij deel geworden van de maatschappelijke elite van families van plantage-eigenaren.
Hoewel hij een slaaf was, had Carpata veel bewegingsvrijheid, waardoor hij een netwerk van contacten had op het eiland en goed bekend was met de lokale geografie. Hij was op de hoogte van ontwikkelingen op Curaçao en in het Caribische gebied, maar ook van politieke ontwikkelingen in Europa.
De slavenopstand begon op 17 augustus 1795 onder leiding van Tula op de plantage Kenepa (Knip), die het eigendom was van Caspar Lodewijk van Uytrecht.
De opstand sloeg al snel over naar de plantage van Kikkert waar de slaven zich bij Tula aansloten. Twee van hen, Carpata en Pedro Wacao (ook wel Wakkau of Wacawa genoemd) zouden belangrijke commandanten van het slavenleger worden dat onder het algemene bevel stond van Tula. Uiteindelijk zouden meer dan tweeduizend slaven aan de opstand deelnemen, ongeveer 10% van de slavenbevolking van Curaçao op dat moment. Aan de kant van de Curaçaose autoriteiten voerde marineofficier en slavenhouder Kikkert het commando over mariniers en militie te paard.
In notulen van een vergadering van de Curaçaose Grote Raad wordt gemeld dat Carpata en Tula op 19 september 1795 samen met enkele andere opstandelingen gevangen waren genomen in Coro. Zij waren verraden door medeslaven. Dit betekende het einde van de grootste slavenopstand in Nederlands koloniaal gebied.
In Willemstad werden Carpata, Tula en Wacao veroordeeld, in het openbaar gemarteld en op 3 oktober 1795 geëxecuteerd. Carpata moest daarbij toezien hoe Tula als eerste werd gedood. Hun lichamen werden in zee gegooid. De hoofden van Tula en Carpata werden als afschrikwekkend voorbeeld op staken gezet.